# Остров фантазий (посёлок)

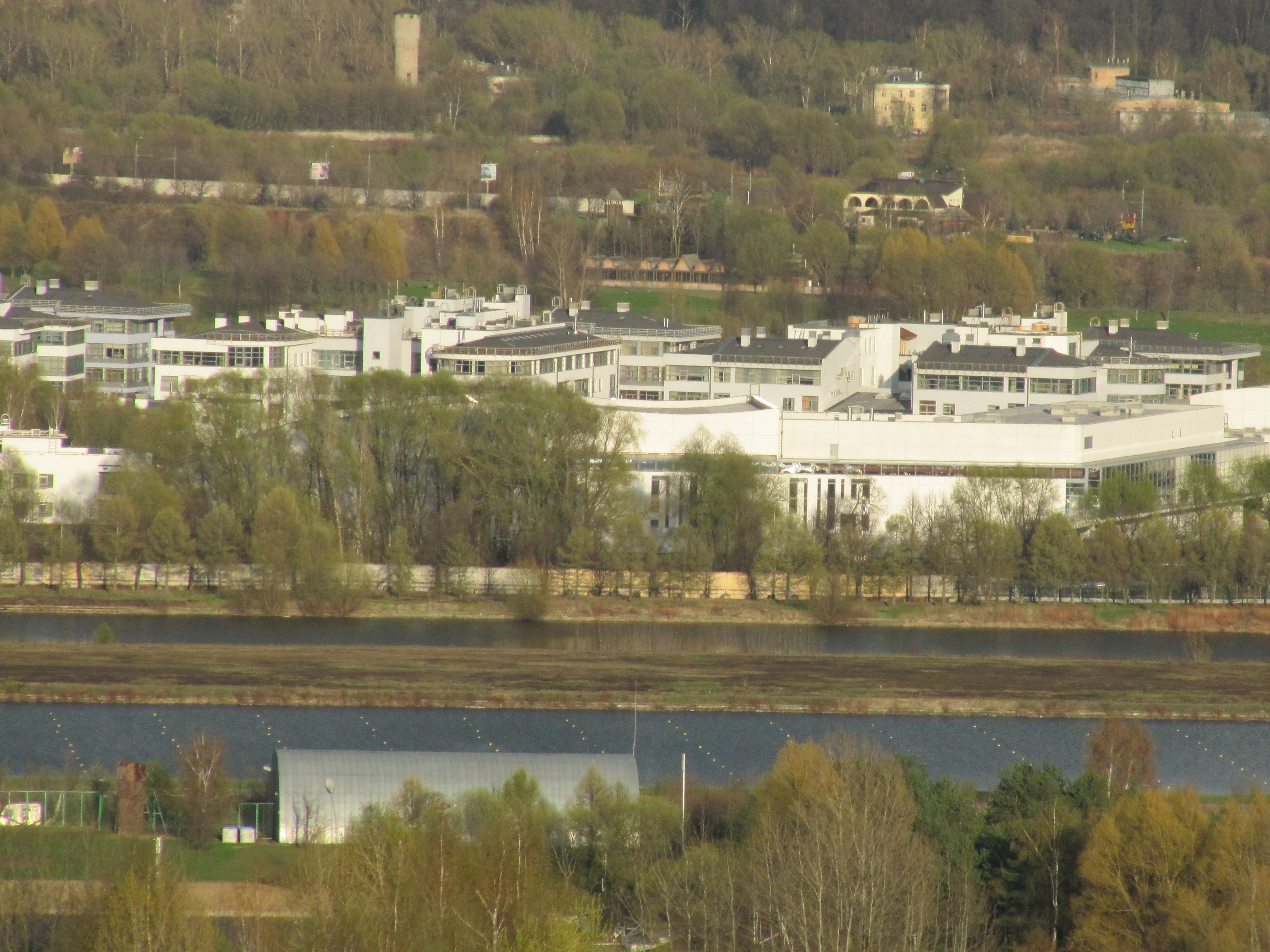

Остров фантазий — элитный посёлок в московском районе Крылатское. Расположен в Татаровской пойме на искусственном острове в излучине Москвы-реки.
В состав посёлка входят дома 1—12 по Островному проезду, а также дома 4, 10, 12, 14, 16, 18 по Островной улице. Почтовый индекс — 121552. Площадь территории 27 га. Помимо 24 коттеджей («дворцов») в посёлке имеются и 19 четырёхэтажных домов. 
Строительство началось в 2000 году, а первые вселения в 2005 году. При этом никакая жилая застройка в этом районе Москвы не была предусмотрена — земля сдавалась в аренду под строительство воднолыжной спортивно-оздоровительной базы, также территория поселка является частью парка «Москворецкий», где запрещено капитальное строительство.
Инвесторами строительства стали ООО «ФСК Теско» и ИК «Мир фантазий» («дочка» «Теско»).
В 2010 году мэр Москвы Лужков заявил, что само существование посёлка незаконно, поскольку там должны были быть построены спортивные объекты.
Застройщики  заявляли, что правительственная комиссия выделила им участок в апреле 1998 года, а парк Москворецкий, по документам московского правительства, был создан в декабре, жилое строительство были по их словам разрешено из-за кризиса.  
В начале февраля 2010 года стало известно, что «Остров фантазий» сносить не будут.
Известные жители
- Татьяна Голикова
- Виктор Христенко
- Умар Джабраилов